# 皮克爾 (密蘇里州)
皮克爾（英語：Pickel）是位於美國密蘇里州聖熱訥維耶沃縣的非建制地區。

## 歷史
皮克爾的郵局於1898年設立，其後於1905年停運。

## 地理
皮克爾所處的海拔為高於海平面318米（即1043英呎），而該地所採用的時區為UTC-6，即北美中部時區（CST）。同時該地設有夏令時間，為UTC-6調快一小時，即UTC-5（CDT）。